# Ducun Zhen
Ducun Zhen (kinesiska: 杜村镇, 杜村) är en köping i Kina. Den ligger i provinsen Shandong, i den östra delen av landet, omkring 260 kilometer öster om provinshuvudstaden Jinan. Antalet invånare är 2048. Befolkningen består av 10 167 kvinnor och 10 313 män. Barn under 15 år utgör 165 %, vuxna 15-64 år 685 %, och äldre över 65 år 148 %.
Genomsnittlig årsnederbörd är 757 millimeter. Den regnigaste månaden är juli, med i genomsnitt 239 mm nederbörd, och den torraste är januari, med 11 mm nederbörd.